# Історичне місто мечетей Багерхат
Історичне місто мечетей Багерхат (бенг. মসজিদের শহর বাগেরহাট) — місто, яке до недавнього часу вважалося загубленим, входить до списку об'єктів Світової спадщини ЮНЕСКО в Бангладеш. Відоме також під ім'ям Халіфатабад (місто називали «м'ятне городо Бенгальського Султанату»). Розташоване за межами сучасного Багерхата, біля злиття річок Ганг і Брахмапутра.

## Історія
Місто засноване тюркським полководцем Улуг Хан Джаханом (відомим також як хан Джахан Алі) у XV столітті. Його структура свідчить про значну технічну майстерність, безліч мечетей і древніх ісламських монументів побудовані з цегли. Це старовинне місто, створене протягом декількох років і в 1459 році поглинене джунглями після смерті свого засновника. Щільність ісламських релігійних пам'яток пояснюється набожністю хана Джахана.
Площа архітектурного комплексу становить понад 50 км², включає в себе 360 будівель мечетей, палаців, мавзолеїв, житлових і громадських об'єктів, резервуарів для прісної води, з'єднаних мережею мостів і мощених доріг, які пов'язують Багерхат з іншими містами.
Руїни міста Халіфатабад і його ісламських пам'яток об'єднують у собі безліч різних архітектурних стилів того часу. Нарівні з цим фактом виділяється свій оригінальний архітектурний стиль, який дістав назву Хан-е-Джахан і став унікальним виключно для цього міста.
Серед залишків мечетей можна виділити мечеть Шаіт Гумбад (Shait Gumbad), яка без архітектурних прикрас, але з безліччю куполів і просторою молитовною залою, розділеною на сім нефів. Мечеть відрізняється надзвичайно товстими стінами і десятками тонких колон, які поділяють внутрішні приміщення на ряд вузьких нефів. Це одна з найдавніших мечетей на території Бангладеш.
Своєрідною зоною зосередження архітектурних об'єктів є місцевість поблизу руїн мавзолею Улуг Хан Джахана, де зберігся великий палацовий зал прийомів. Гробниця хана Джахана Алі розташовується на високому штучному пагорбі, оточеному стінами.
Крім цих масштабних пам'яток середньовічної архітектури і культури ісламу, комплекс Халіфатабада включає в себе мечеті Singar, Bibi Begni та Chunakhola; мечеті Reza Khoda, Zindavir і Ranvijoypur. На території Багерхата ЮНЕСКО каталогізувало більше 50 пам'яток стародавньої культури і архітектури.
З 1973 року ЮНЕСКО розробило та фінансує різноманітні проекти по збереженню історичного міста мечетей Багерхат.

## Галерея

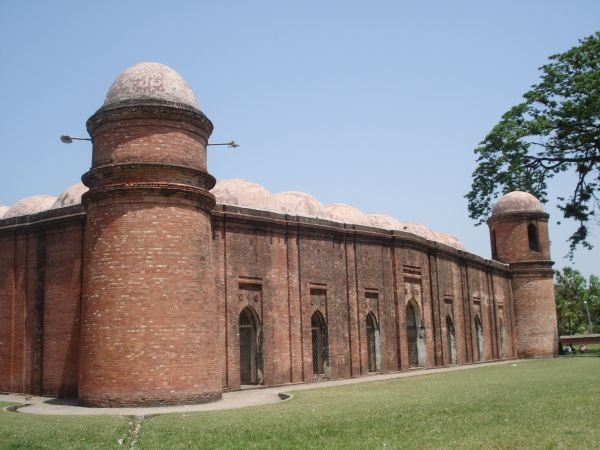
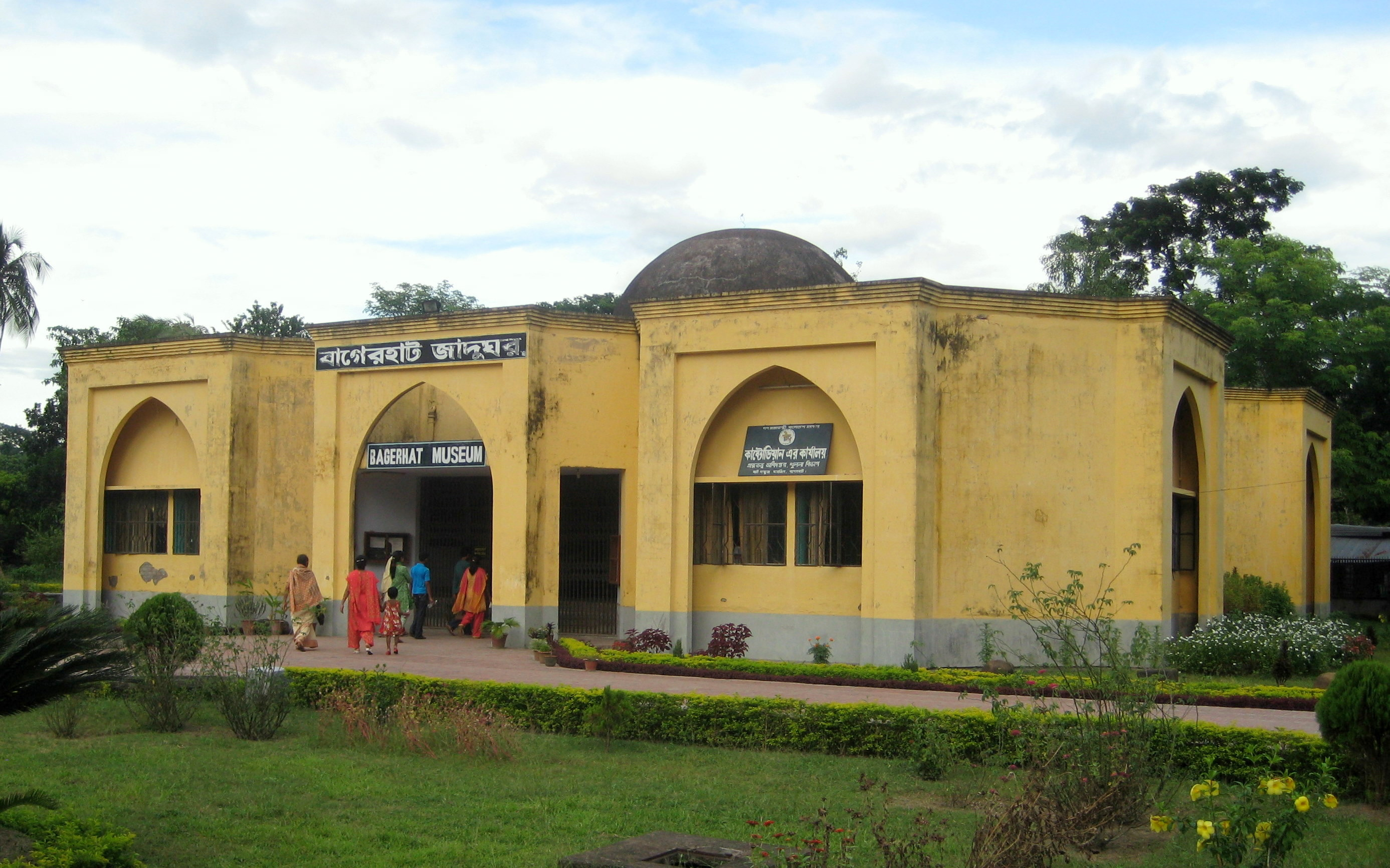
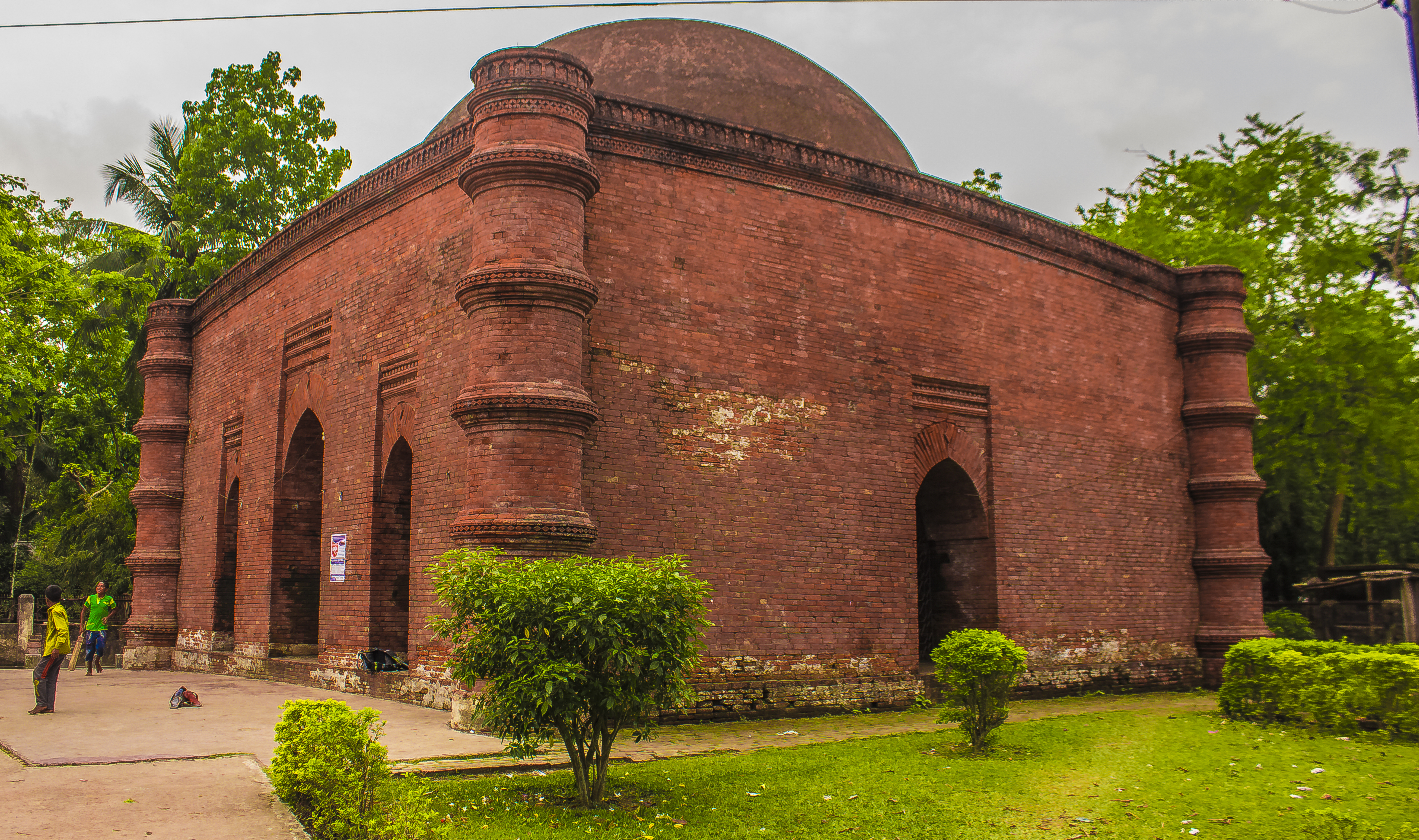
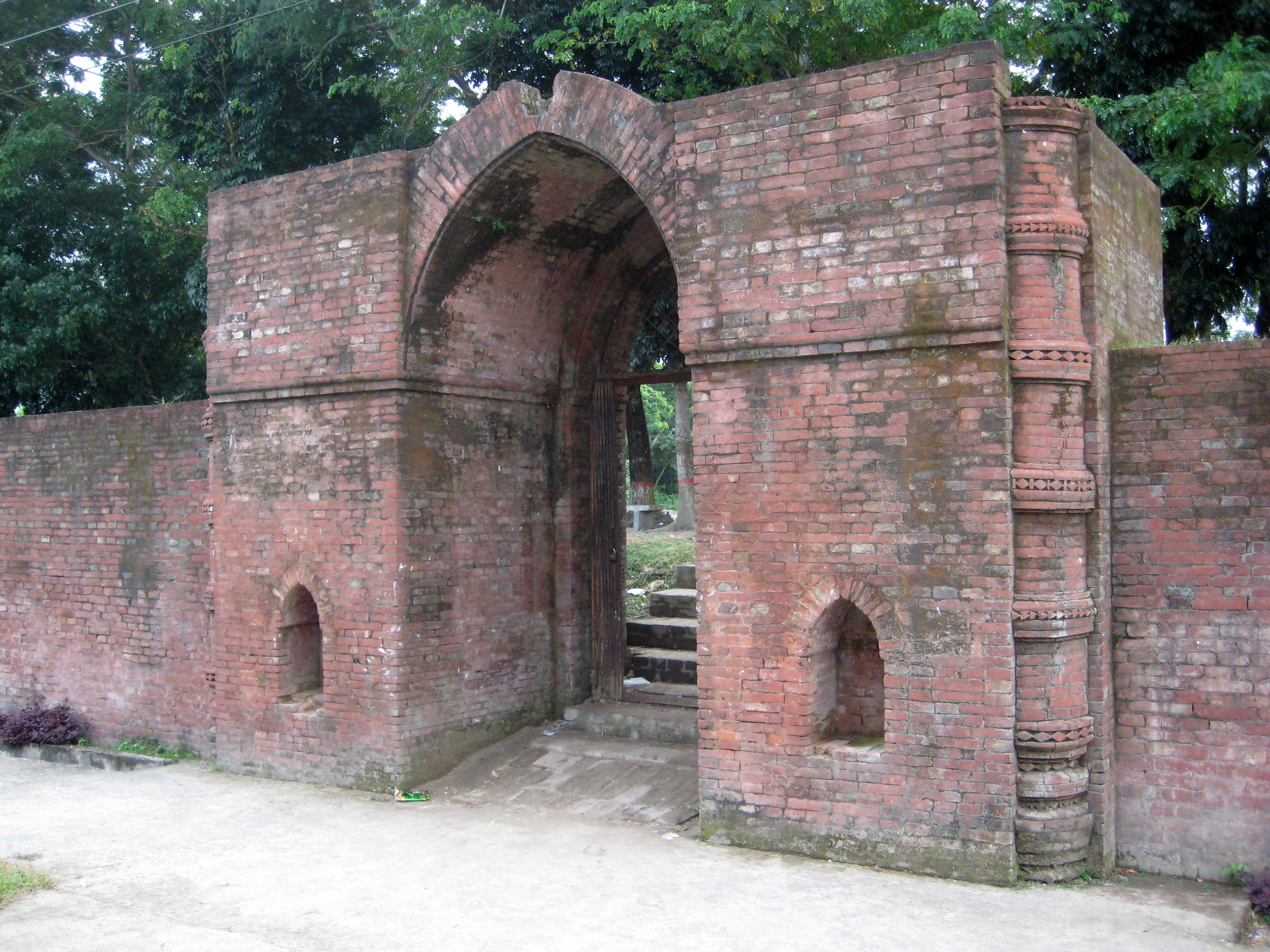
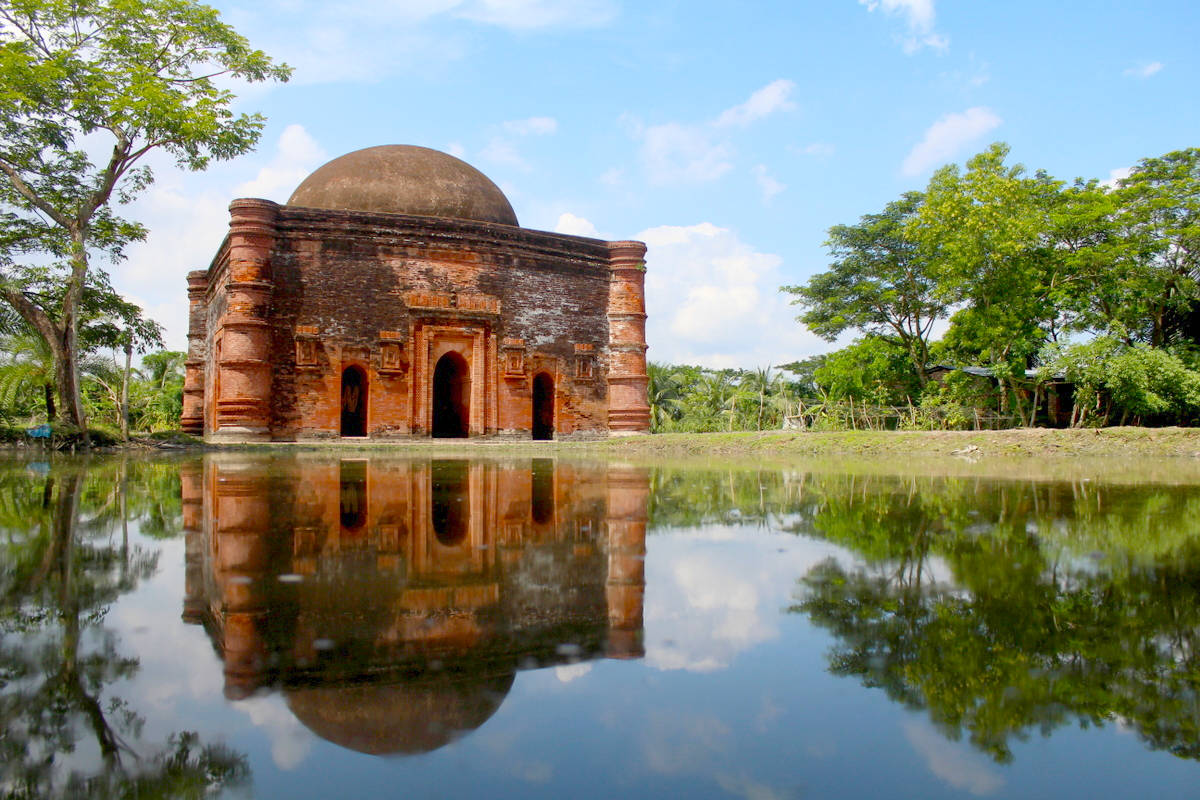
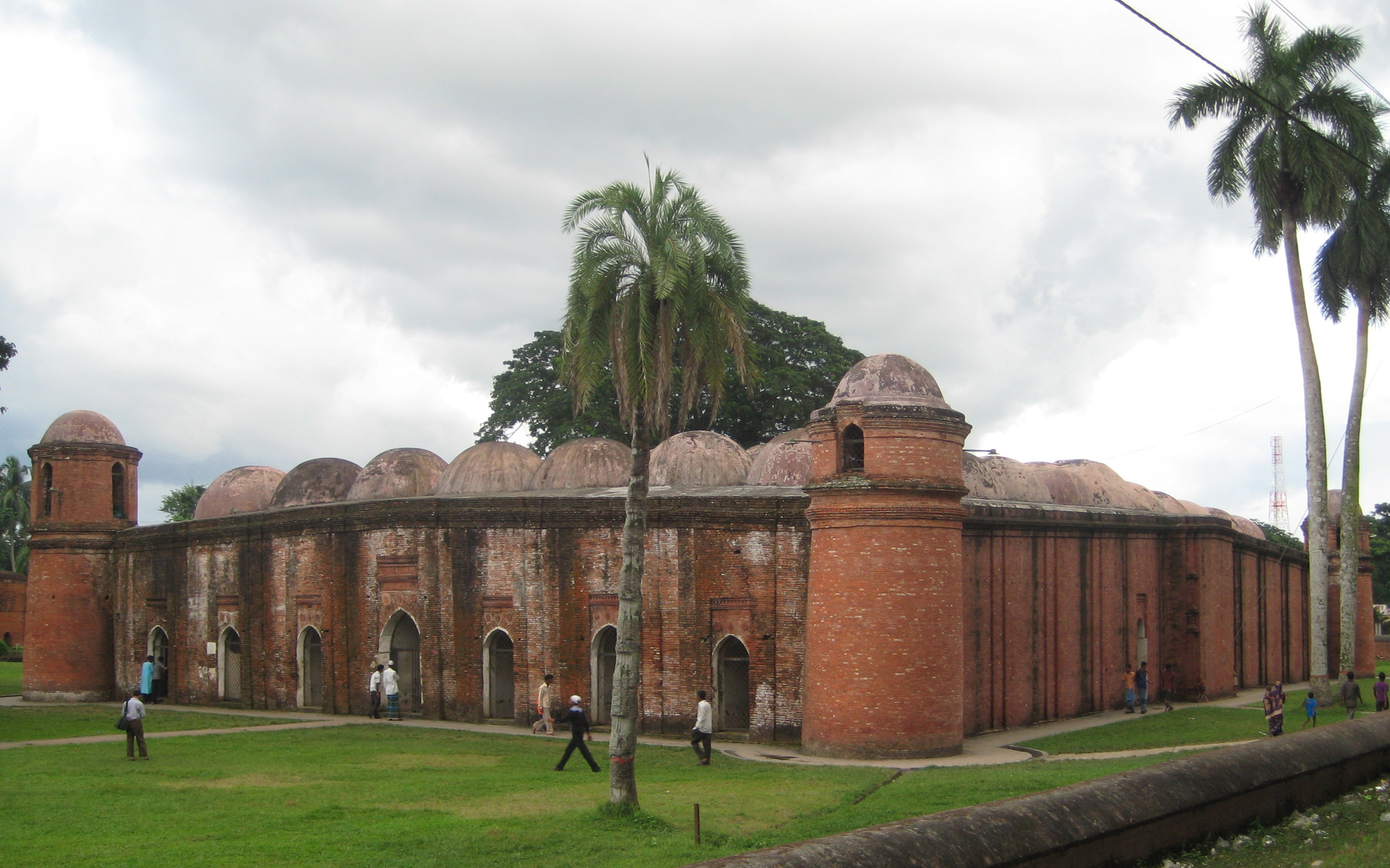